# Ilișua, Sălaj

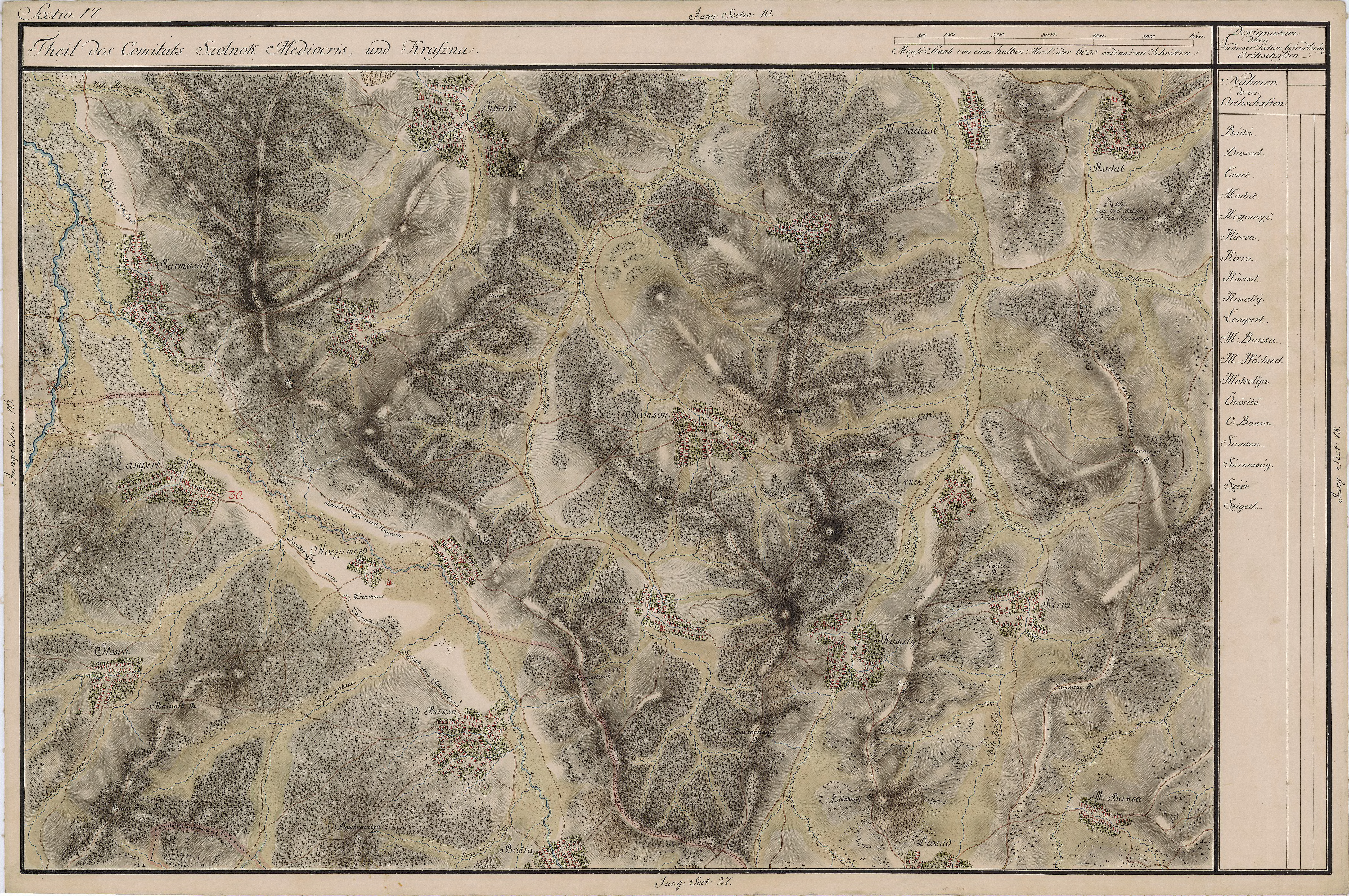
Bădăcin în Harta Iosefină a Transilvaniei, 1769-1773

Ilișua (în maghiară Selymesilosva) este un sat în comuna Șărmășag din județul Sălaj, Transilvania, România.
Atestare documentară: 1321 poss.Ilswa.

## Geografie
Poiana Măgura este amplasată la poalele nordice ale Măgurii Șimleului, în apropiere de Giurtelecu Șimleului.

## Istorie
Potrivit recensământului populației din 1850 erau 778 locuitori, dintre care 640 reformați, 104 greco-catolici, 29 romano-catolici și 5 evrei.
Potrivit recensământului din 1992 erau 783 locuitori, dintre care 547 reformați, 186 romano-catolici, 4 ortodocși și 2 greco-catolici. Conform recensământului din 2002 localitatea număra 15 locuitori, 6 de sex masculin și 9 de sex feminin; toți erau de religie reformată.
În anul 1908 cei 68 de greco-catolici din Ilișua aparțineau parohiei greco-catolice din Bădăcin.
Conform bazei de date a cimitirelor evreiești din Europa, Lo Tishkach Arhivat în 29 noiembrie 2014, la Arhiva Web Portugheză, în Ilișua există un cimitir care aparține cultului iudaic. Potrivit recensămintelor, la Ilișua erau 5 evrei în 1850, 6 în 1857, 9 evrei în 1880, 23 evrei în 1900, 16 în 1910.

## Obiective turistice
- Biserica reformată din Ilișua, construită în secolul al XVII-lea, monument istoric
- Casa "Sera Francisc" din satul Ilișua, construită în secolul al XVIII-lea